# Berosus dolerosus
Berosus dolerosus är en skalbaggsart som beskrevs av John Henry Leech 1948. Berosus dolerosus ingår i släktet Berosus och familjen palpbaggar. Inga underarter finns listade i Catalogue of Life.